# Boekovina-Duitsers
De Boekovina-Duitsers waren een groep etnische Duitsers die van 1780 tot de jaren 1940 leefden in de Boekovina, een historische regio in het zuidwesten van het huidige Oekraïne en het noorden van het huidige  Roemenië. Zij vormden een minderheid (rond de 21% van de bevolking in 1910, meer joden dan christenen) tot aan de Holocaust. 

## Geschiedenis

### 14de tot 17de eeuw
Een kleine groep Duitse handelaars en kooplieden woonde vanaf de 14de eeuw in het Vorstendom Moldavië. Deze groep is in de 17de eeuw verdwenen. 

### 1774 tot 1918: Boekovina onder Habsburgse heerschappij
In 1774/75 annexeerden de Habsburgers het gebied ten noordwesten van de Moldova waar voornamelijk Roemenen, en Oekraïners woonden. De laatsten zouden zich Roethenen gaan noemen toen zij hun Oosters-orthodoxe geloof binnen de Kerk van Rome gingen beleven. In de bergen woonden kleine minderheden van Slavische Hoetsoelen en Lipovanen. In de steden ook Armenen en in toenemende mate Joden. 
Sinds de opname in Oostenrijk wordt de Boekovina ook wel Buchenland genoemd omdat het grotendeels uit beukenbossen bestond. 
Van 1774 tot 1786 kwam een planmatige, maar ook soms spontane verhuizing naar het gebied. De Duitstalige immigranten werden vaak geronseld door Habsburgse ambtenaren die daartoe werkzaam waren in de Zips (Slovakije of zoals het toen heette Boven-Hongarije), het Banaat, Galicië, uit Duitse vorstendommen zoals Baden en Hessen, de Palts, en met nam ook uit verarmde gebieden zoals het Bohemer Woud. 
De ontwikkelde Duitse bevolking behoorde in de 19de eeuw tot de elite van het land. Door landgebrek vertrok een deel van de Roetheense en Roemeense bevolking na 1850 naar Amerika, voornamelijk de Verenigde Staten. 
Van 1849 tot 1851 en van 1863 tot 1918 was Boekovina een Oostenrijks kroonland in de Habsburgse monarchie. In vergelijking met de andere kroonlanden was de Boekovina een minder ontwikkeld gebied. 
In 1875 werd de universiteit van Czernowitz opgericht. Het was de meest oostelijk gelegen Duitstalige universiteit in Europa en deze bestond tot 1920. Deze universiteit werd overigens het meest bezocht door Joodse Duitstalige studenten. Joden vormden de helft van de bevolking van deze hoofdstad.
Tijdens de Eerste Wereldoorlog betuigde de bevolking van de Boekovina aan de Habsburgse keizer haar bijzondere trouw.

### 1918-1940: Boekovina onder Roemeense heerschappij
Na het einde van de Eerste Wereldoorlog werd het keizerrijk Oostenrijk-Hongarije opgedeeld en kwam de Boekovina onder Roemenië, dat de Roemeense minderheid een superieure status verleende en niet-Roemeense verenigingen, cultuurinstellingen en scholen roemeniseerde. 
De politieke verantwoordelijken van de Duitsers zochten daarop financiële en politieke steun in het Duitse Rijk en na de machtsovername door de nationaalsocialisten werden zij ingesponnen in het web van de nazi-ideologie. Tijdens de nazidictatuur in Duitsland verzetten zich enkele Duitse verenigingen en organisaties tegen de propaganda van het Derde Rijk en de reformatiebeweging van de nationaalsocialisten. Rond 1938 schaarde de Duitse bevolking zich echter in meerderheid achter het Derde Rijk.

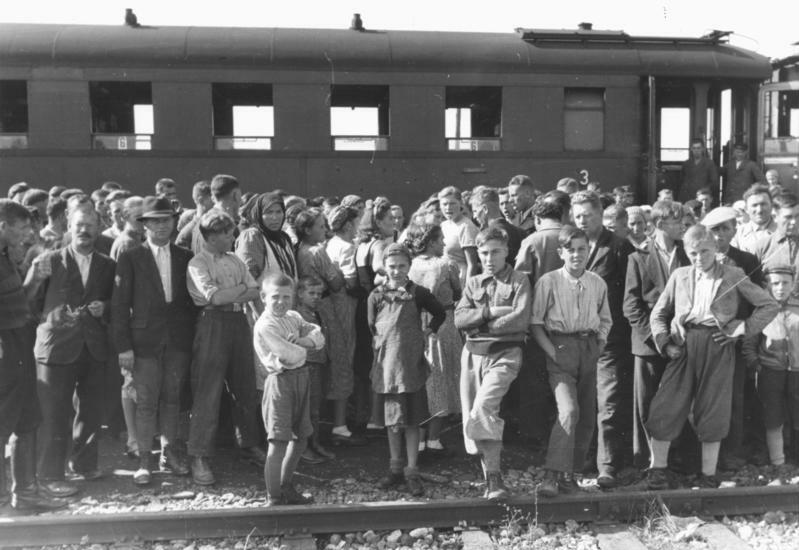
Boekovina- en Bessarabisch-Duitse evacués op het station van Graz-Puntigam, november 1940.

### 1940-1944: Thuis in het 'Reich'
Toen nazi-Duitsland in 1939 het niet-aanvalsverdrag tekende met de Sovjet-Unie, was het einde van de Boekovina-Duitsers nabij. Het noorden van de Boekovina zou onder de Sovjet-Unie vallen en ook de Duitse bevolking zou in de sovjet-collectivisering haar bezit moeten opgeven. In 1940 bezette de Sovjet-Unie inderdaad het noorden van de Boekovina. De zogenaamde etnische Duitsers of 'Volksduitsers' uit de Boekovina, ongeveer 96.000, besloten mee te werken aan hun evacuatie; en werden grotendeels ondergebracht in plaatsen in Polen dat inmiddels door Duitsland was bezet. De Joden, waarvan velen tot de Duitse cultuurgemeenschap behoorden, bleven voorlopig.
Na de Duitse inval in de Sovjet-Unie kwamen de Roemeense autoriteiten terug in Noord-Boekovina en behoorde de Boekovina van 1941 tot 1944 weer volledig tot Roemenië. De overgrote niet naar het oosten gevluchte meerderheid van de joodse bevolking (ruim 60.000 van ca. 100.000, ongeveer 30% van de totale bevolking) werd na gewelddadige razzia's door de Roemeense fascistische IJzeren Garde, die velen het leven kostten, in het kader van de Holocaust gedeporteerd en geïnterneerd in kampen in Transnistrië waar de meesten door verhongering en uitbrekende epidemieën het leven lieten. Alleen in Czernowitz bleef een getto van beperkte omvang bestaan.

### 1944-heden
Toen het Russisch front dichterbij kwam in 1944/45 vluchtten de Boekovina-Duitsers, die zich inmiddels in Polen hadden moeten vestigen, en de weinigen (7.500) die nog in de Boekovina waren achtergebleven naar het westen, voornamelijk naar wat was overgebleven als Duits territorium. 
Na de Tweede Wereldoorlog integreerden de Boekovina-Duitsers zich in de Bondsrepubliek of in de DDR. Sommigen emigreerden naar Amerika. De herinnering aan het verloren thuisland werd nog in leven gehouden binnen een eigen verenigingsleven. 
Een bekende afstammeling van Boekovina-Duitsers is musicus Stefan Hantel, die bekend is onder zijn artiestennaam Shantel. 
Een bekende Duitstalige schrijver die zijn leven wist te redden in Frankrijk was Paul Celan (Antschel). 

## Organisatie
De politieke vertegenwoordiging van Boekovina-Duitsers en andere Duits-sprekende groepen in Roemenië valt onder het Democratisch Forum van Duitsers in Roemenië.